# Хлорид лютеция
Хлорид лютеция — неорганическое соединение,
соль гидроксида лютеция и соляной кислоты с формулой LuCl3,
бесцветные кристаллы,
растворяется в воде,
образует кристаллогидраты. Относится к группе химических соединений трихлоридов лантаноидов с формулой LnCl3, где Ln обозначает металл-лантаноид.

## Получение
- Для получения безводного хлорида используют реакция оксида лютеция и тетрахлорида углерода:

{\displaystyle {\mathsf {2Lu_{2}O_{3}+3CCl_{4}\ {\xrightarrow {500-700^{o}C}}\ 4LuCl_{3}+3CO_{2}}}}
- Кристаллогидрат получают растворением оксида лютеция в соляной кислоте:

{\displaystyle {\mathsf {Lu_{2}O_{3}+6HCl\ {\xrightarrow {}}\ 2LuCl_{3}+3H_{2}O}}}
- Кристаллогидрат обезвоживают постепенным нагреванием с хлоридом аммония (для предотвращения гидролиза):

{\displaystyle {\mathsf {LuCl_{3}\cdot 6H_{2}O+mNH_{4}Cl\ {\xrightarrow {400^{o}C}}\ LuCl_{3}+mNH_{3}+mHCl+6H_{2}O}}}

## Физические свойства
Хлорид лютеция образует бесцветные кристаллы.
Растворяется в воде.
Образует кристаллогидраты состава LuCl3•6H2O.